# Point noir routier
Pour les articles homonymes, voir Point noir (homonymie).

Panneau avertissant d'un point noir routier.

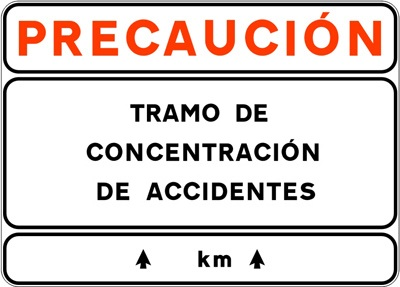
Signal d'un début de section de concentration des accidents, dans un pays hispanophone

Un point noir routier est généralement un endroit où la circulation routière est rendue difficile par la configuration des lieux. Certains points noirs peuvent être particulièrement accidentogènes.

## Historique
La notion de point noir est institutionnalisée en France en 1966 sous le terme zone d’accumulation d’accidents corporels (ZAAC),.

## Typologie
Un type de point noir fréquent est lorsque la voie tourne à droite (parfois à gauche) et qu'une voie plus petite est en face ou symétrique, le temps que le conducteur, même prudent, s'en rende compte il se trouve à empiéter sur la voie de circulation en sens contraire. Il y a lieu à signaler la configuration dangereuse par de nombreux panneaux A1 et si nécessaire des limitations de vitesse.
Un type de point noir fréquent est lorsque la chaussée est glissante, il y a lieu à enrober d'un bitume de qualité supérieure.
Constituent des points noirs tous les obstacles à moins de 7 mètres de la chaussée, en premier lieu les arbres et les fossés déraisonnablement profonds, des murs, des pierres, des publicités, bacs à fleur, barrières, etc. De plus les fossés et talus provoquent des tonneaux. Ils confient de sanctuariser la zone des 7 mètres, de débroussailler 2 fois par an les fossés et de combler les plus profonds, d'arrondir les abords ou de prolonger les buses affleurantes. Bornage du domaine public par un géomètre afin de supprimer le fossé lorsqu'il ne sert qu'à délimiter une propriété privée. Les mêmes problématiques ont été résolues pour la Formule 1 et les Lignes à grande vitesse (ferroviaire).
Sections à forte fréquentation de poids lourds sans séparation des voies, les chocs frontaux sont fréquents et mortels, même si le véhicule heurté est quasiment à l'arrêt. La Route Centre-Europe Atlantique est communément appelée la « route de la mort », or la seule différence avec les autres routes nationales est qu'il y a davantage de poids lourds. Ce type de points noirs n'a pas été pris en compte en 1966 du fait qu'à l'époque on s'est intéressé à des tronçons de 500 mètres de long maximum. Il convient de séparer les voies même si la loi ne l'impose pas, d'imposer des déviations aux poids lourds pour contourner les centre-ville, de rendre gratuites les rocades de contournement de centre-ville lorsqu'elles sont payantes. Mais aussi d'interdire le détachement de travailleurs ayant un salaire inférieur au salaire minimum, pour reporter le fret routier vers le fret fluvial et ferroviaire. Certains pays dont la Suisse taxent spécifiquement le transport routier (vignette), mais on peut considérer qu'il s'agit d'une discrimination comme l'a montré le Conseil d'état considérant les tarifs de péages autoroutiers en France. Éventuellement interdire les poids lourds au delà d'un certain tonnage, c'est le cas dans la commune de Paris, ce qui a pour conséquence un report sur les camions de taille moyenne et, marginalement, sur les péniches.
Enfin, certains points noirs sont liés à des comportements (sorties de boite de nuit, etc.), il convient de briser la monotonie et la vitesse possible en ligne droite par des chicanes et de favoriser le transports à la demande (VTC, navettes).

## Espagne
En Espagne, les points noirs sont déterminés en comparant des indicateurs de terrain à des objectifs de l'administration